# (33223) 1998 FT113
1998 FT113 (asteroide 33223) é um asteroide da cintura principal. Possui uma excentricidade de 0.16759680 e uma inclinação de 11.01690º.
Este asteroide foi descoberto no dia 31 de março de 1998 por LINEAR em Socorro.